# David Sénat
Pour les articles homonymes, voir Sénat (homonymie).
David Sénat, né le 17 mai 1965 à Courbevoie, est un magistrat et auteur juridique français.

## Carrière

### Famille et formation
David Sénat naît le 17 mai 1965 à Courbevoie dans une famille catholique libérale, son grand-père était magistrat. 
Il est le fils de Philippe Sénat, banquier d'affaires et de Françoise Sénat, magistrate. Il est titulaire d'une maîtrise de droit public, d'un diplôme d'études supérieures de droit pénal et de sciences criminelles, du diplôme de l'institut d'études politiques de Paris, il a été auditeur de justice à l'École nationale de la magistrature en 1992.[réf. nécessaire]
Il est marié et père de deux enfants.

### Débuts dans la magistrature
Nommé substitut à Péronne le 10 août 1994, à sa sortie de l'École (45e sur 162), il a exercé trois ans en juridiction avant de rejoindre le Ministère de la Justice comme magistrat à l'administration centrale (MACJ) en 1997.

### Carrière à l'administration centrale et au cabinet du ministre
Chargé de mission auprès de la sous-direction des greffes, puis chef de bureau de la programmation, de l'informatique et de la communication à la direction de la protection judiciaire de la jeunesse (9 juillet 2001), il est nommé, en 2002, conseiller technique au cabinet du Garde des Sceaux (Dominique Perben)
En 2003, il est nommé auprès du ministre de la défense comme conseiller pour les affaires juridiques et la gendarmerie Michèle Alliot-Marie. En juillet 2007, il suit Mme Alliot-Marie, au ministère de l'Intérieur, puis, en juillet 2009, au ministère de la Justice (conseiller politique pénale, action publique et coordination législative et ce jusqu'au 01/09/10, date à laquelle il a été mis fin à ses fonctions.
Il est l'auteur de plusieurs ouvrages sur la police et les mafias écrits avec le commissaire Jean-François Gayraud, commissaire divisionnaire à la DST et chargé de la cellule enquêtant sur l'affaire Clearstream 2.

### Rôles dans différentes affaires
Les bureaux de David Sénat ont été perquisitionnés par les deux juges chargés de l’affaire Clearstream 2[Quand ?].
Il est soupçonné d'être l'auteur des fuites alimentant la presse, et notamment Gérard Davet du quotidien Le Monde, dans l'affaire Woerth-Bettencourt. Il quitte ses fonctions au cabinet du ministre de la Justice le 1er septembre 2010 et remplacé par un autre magistrat, Nicolas Guillou. David Sénat est chargé d'une mission de préfiguration de la cour d'appel de Cayenne en septembre 2010. Le porte-parole du ministère de la Justice précise que David Sénat, souhaitait après  huit années de cabinet, reprendre des fonctions opérationnelles. Le Monde tout en ne confirmant pas explicitement sa source, décrit  David Sénat comme un « fonctionnaire discret », un « fin juriste », membre depuis 2002 de « la garde rapprochée de Mme Alliot-Marie ». Le journal souligne le paradoxe consistant à se séparer de ce collaborateur avant la défense du projet de réforme de la procédure pénale, cite aussi « quelques solides inimitiés dans le monde policier » et affirme qu'il « lui a été attribué un  bureau dans le 15e arrondissement, d'où il  dirige  la mise en place de la cour d'appel de Cayenne ».
David Sénat est placé en garde à vue le 28 septembre 2010 pour être interrogé à propos d'un affaire concernant la société Visionex. Cette société a installé depuis 2005, dans les bars-tabacs, des bornes d'accès à des jeux par Internet qui pourraient enfreindre la législation sur les jeux de hasard. Dans ce dossier, le fils de l'ancien ministre de la Justice Albin Chalandon, Fabien, est soupçonné d'avoir intercédé auprès du ministère de l'Intérieur (Mme Alliot-Marie) pour obtenir les autorisations d'exploitation de ces bornes. Il aurait eu, alors, David Sénat comme interlocuteur. Des documents relatifs à l'affaire Bettencourt trouvés au domicile de David Sénat ont fait l'objet d'une saisie incidente, puisque sans rapport avec les infractions qui avaient donné lieu à la perquisition. Une lettre de Michèle Alliot Marie, ministre de l'intérieur, portant une mention manuscrite intervenant en faveur de Visionex et visant à mettre fin aux poursuites, mention qui serait attribuée à Rachida Dati, Garde des Sceaux, aurait été trouvée lors de cette saisie. Ce document est publié le 13 octobre 2010 par Le Canard enchaîné.
Le 19 novembre 2010, David Sénat assigne en référé le Ministre de l’Intérieur Brice Hortefeux pour « atteinte à la présomption d’innocence ». David Sénat estime contraire à « l’article 9-1 du code civil », la déclaration du Ministre qui, interrogé le 17 octobre au Grand Jury RTL-LCI-Le Figaro sur David Sénat, et sur le secret défense opposé à Jean-Claude Marin, avait répondu: « Cette vérification [de la police] a confirmé qu’effectivement un haut fonctionnaire, magistrat, membre de cabinet ministériel, ayant donc accès à des documents précisément confidentiels, alimentait selon ces sources, vérifiées, un journaliste sur des enquêtes. Je dis que ça tombe sous le coup du non-respect du secret professionnel. ». Le ministère de l'Intérieur répond le même jour qu'« ainsi qu'il résulte des termes mêmes de l'assignation, le ministre n'a pas cité le nom d'un conseiller de cabinet ministériel », et que le ministre se réserve la possibilité de répondre à ce référé « par toutes les voies de droit adéquates ». L'affaire, plaidée en référé le 29 novembre au Tribunal de grande instance de Paris, est mise en délibéré. Cependant, les 15 et 16 décembre 2010, David Sénat subit une garde à vue dans les locaux de la Brigade de répression de la délinquance contre la personne (BRDP) dans le cadre d'une enquête préliminaire du parquet de Paris concernant les fuites au profit du journal Le Monde dans l'affaire Bettencourt. Le lendemain 17 décembre 2010, le jugement en référé condamne au civil Brice Hortefeux pour avoir porté atteinte à la présomption d’innocence de David Sénat (1 euro de dommages et intérêts, plus 3 000 euros de frais). M. Hortefeux fait appel de ce jugement, réclamant pour lui-même la présomption d'innocence, et confondant en cette occasion, selon les commentateurs juridiques, droit civil et droit pénal.
En septembre 2011, David Sénat s'exprime dans le livre Sarko m’a tuer de Fabrice Lhomme et Gérard Davet, qui recense des personnes se déclarant « victimes du système Sarkozy », puis sur France-Inter. Tout en niant avoir transmis des documents à Gérard Davet, il affirme « avoir toujours travaillé avec des journalistes » et ceci à la demande du pouvoir, qui lui avait notamment donné mission d’essayer d’atténuer ce qui sortait sur l’affaire Woerth-Bettencourt.
En 2019, à l'issue du procès dit de "la joggeuse de Bouloc" où il a requis l'acquittement de l'accusé Laurent Dejan faute de preuves matérielles, David Sénat évoque les accusations de 2010 en disant : « Je sais à quel point il est compliqué de desserrer les mâchoires de l'étau » et « Je pense que je suis plus indépendant que je ne l'étais. »

### Retour sur le terrain
Premier substitut à l'administration centrale du ministère de la justice et des libertés, David sénat est nommé procureur de la République adjoint au tribunal de grande instance de Melun le 2 mai 2012, avocat général à la cour d'appel de Toulouse le 27 juillet 2015 puis 
avocat général à la cour d'appel de Versailles le 2 mai 2022.

## Publications
- David Sénat et Fabien Bonan, Préparer et réussir le concours de l'ENM, Presses universitaires de France, 1998
- Jean-François Gayraud et David Sénat, Le Vol, Presses universitaires de France, coll. « Que sais-je ? », 2001
- Jean-François Gayraud et David Sénat, Le terrorisme, Presses universitaires de France, 2006
- David Sénat, La République des conseillers, Paris, Éditions Grasset et Fasquelle, 2015

## Pour approfondir